# Copa do Caribe da CONCACAF de 2023
A Copa do Caribe da CONCACAF de 2023 foi a 1ª edição deste torneio. Foi disputada por 10 equipes entre 23 de agosto e 7 de setembro.
O vencedor do torneio se qualificou para as oitavas de final da Copa dos Campeões da CONCACAF de 2024, enquanto que o segundo e terceiro colocado se classificaram para a primeira rodada da competição.

## Equipes classificadas
Dez times das cinco associações membros CFU se classificaram para o torneio. Oito times de três países se classificaram por meio dos resultados nas suas ligas domésticas, enquanto que os doi outros times vieram do Caribbean Club Shield de 2023.
Originalmente, o Haiti tinha duas vagas reservadas no torneio, porém, o conselho da CONCACAF decidiu que os times haitianos não estariam aptos a participar dos torneios internacionais, já que a sua liga doméstica está inativa desde maio de 2021 devido à crise no país. Como resultado disso, as vagas do Haiti foram passadas para a República Dominicana e Jamaica devido às perfomances dos seus times nas últimas cinco edições do torneio extinto Campeonato de Clubes do Caribe.
| Associação                                 | Time             | Método de classificação                                             |
| ------------------------------------------ | ---------------- | ------------------------------------------------------------------- |
| República Dominicana · (2 vagas + 1 extra) | Cibao            | Campeão da Liga Dominicana de Futebol de 2022                       |
| República Dominicana · (2 vagas + 1 extra) | Atlético Pantoja | Vice da Liga Dominicana de Futebol de 2022                          |
| República Dominicana · (2 vagas + 1 extra) | Moca             | Melhor colocado não finalista da Liga Dominicana de Futebol de 2022 |
| Jamaica · (2 vagas + 1 extra)              | Harbour View     | Campeão do Campeonato Jamaicano de Futebol de 2022                  |
| Jamaica · (2 vagas + 1 extra)              | Dunbeholden      | Vice do Campeonato Jamaicano de Futebol de 2022                     |
| Jamaica · (2 vagas + 1 extra)              | Cavalier         | 3º lugar do Campeonato Jamaicano de Futebol de 2022                 |
| Martinica · (1 vaga)                       | Golden Lion      | Vice da Caribbean Club Shield de 2023                               |
| Suriname · (1 vaga)                        | Robinhood        | Campeão da Caribbean Club Shield de 2023                            |
| Trinidad e Tobago · (2 vagas)              | Port of Spain    | 1º lugar na TT Pro League de 2023 em 2 de junho de 2023             |
| Trinidad e Tobago · (2 vagas)              | Defence Force    | 2º lugar na TT Pro League de 2023 em 2 de junho de 2023             |

## Sorteio
O sorteio da fase de grupos foi realizado em 8 de junho de 2023 às 17h (UTC-4) em Miami, Flórida. As 10 equipes envolvidas foram previamente distribuídas em cinco potes de duas equipes cada, com base na classificação de clubes da CONCACAF em 28 de maio de 2023, exceto para as equipes do pote 5, que foi reservado para os campeões e vice-campeões do Caribbean Club Shield de 2023.
| Pote | Time             | Ranque | Pts   |
| ---- | ---------------- | ------ | ----- |
| 1    | Cibao            | 87     | 1.056 |
| 1    | Defence Force    | 105    | 1.029 |
| 2    | Cavalier         | 108    | 1.025 |
| 2    | Atlético Pantoja | 114    | 1.020 |
| 3    | Moca             | 119    | 1.016 |
| 3    | Harbour View     | 130    | 1.006 |
| 4    | Dunbeholden      | 131    | 1.006 |
| 4    | Port of Spain    | 159    | 946   |
| 5    | Robinhood        | —      | —     |
| 5    | Golden Lion      | —      | —     |

Para a fase de grupos, as 10 equipes foram sorteadas em dois grupos (Grupos A e B) de cinco contendo uma equipe de cada um dos cinco potes. As equipes do pote 1 foram sorteadas primeiro e ficaram na primeira posição do seu grupo, começando pelo Grupo A e depois pelo Grupo B. O mesmo procedimento foi seguido para as equipes dos potes 2, 3, 4 e 5, e elas foram colocadas nas posições 2, 3, 4 e 5, respectivamente, dentro do grupo para o qual foram sorteados. Cada grupo não deve conter mais do que dois clubes da mesma federação nacional.

## Fase de grupos

### Grupo A
| Pos | Equipe        | Pts | J | V | E | D | GP | GC | SG | Classificado |     | CAV | MOC | DFO | GLI | POS |
| --- | ------------- | --- | - | - | - | - | -- | -- | -- | ------------ | --- | --- | --- | --- | --- | --- |
| 1   | Cavalier      | 10  | 4 | 3 | 1 | 0 | 11 | 4  | +7 | Fase final   |     | —   | 3–0 | —   | —   | 2–1 |
| 2   | Moca          | 9   | 4 | 3 | 0 | 1 | 6  | 3  | +3 | Fase final   |     | —   | —   | —   | 3–0 | 1–0 |
| 3   | Defence Force | 5   | 4 | 1 | 2 | 1 | 3  | 4  | −1 |              |     | 1–1 | 0–2 | —   | —   | —   |
| 4   | Golden Lion   | 3   | 4 | 1 | 0 | 3 | 5  | 11 | −6 |              | 2–5 | —   | 0–1 | —   | —   |     |
| 5   | Port of Spain | 1   | 4 | 0 | 1 | 3 | 4  | 7  | −3 |              | —   | —   | 1–1 | 2–3 | —   |     |

### Grupo B
| Pos | Equipe           | Pts | J | V | E | D | GP | GC | SG | Classificado |     | ROB | HAR | CIB | DUN | APA |
| --- | ---------------- | --- | - | - | - | - | -- | -- | -- | ------------ | --- | --- | --- | --- | --- | --- |
| 1   | Robinhood        | 9   | 4 | 3 | 0 | 1 | 8  | 4  | +4 | Fase final   |     | —   | —   | 1–0 | —   | 3–1 |
| 2   | Harbour View     | 7   | 4 | 2 | 1 | 1 | 6  | 5  | +1 | Fase final   |     | 3–2 | —   | —   | 1–0 | —   |
| 3   | Cibao            | 4   | 4 | 1 | 1 | 2 | 4  | 5  | −1 |              |     | —   | 2–1 | —   | —   | 1–1 |
| 4   | Dunbeholden      | 4   | 4 | 1 | 1 | 2 | 3  | 5  | −2 |              | 0–2 | —   | 2–1 | —   | —   |     |
| 5   | Atlético Pantoja | 3   | 4 | 0 | 3 | 1 | 4  | 6  | −2 |              | —   | 1–1 | —   | 1–1 | —   |     |

## Fase final
|  | Semifinais   | Semifinais   | Semifinais | Semifinais | Semifinais |   |           | Finais    | Finais | Finais | Finais | Finais |
|  |              |              |            |            |            |   |           |           |        |        |        |        |
|  | Moca         | Moca         | 1          | 0          | 1 (2)      |   |           |           |        |        |        |        |
|  | Robinhood    | Robinhood    | 0          | 1          | 1 (3)      |   |           |           |        |        |        |        |
|  |              |              |            |            |            |   | Robinhood | Robinhood | 1      | 2      | 3      |        |
|  |              | Cavalier     | Cavalier   | 0          | 0          | 0 |           |           |        |        |        |        |
|  | Harbour View | Harbour View | 0          | 0          | 0          |   |           |           |        |        |        |        |
|  | Cavalier     | Cavalier     | 5          | 0          | 5          |   |           |           |        |        |        |        |

### Terceiro lugar
| Equipe 1     | Total | Equipe 2 | 1.º jogo | 2.º jogo |
| ------------ | ----- | -------- | -------- | -------- |
| Harbour View | 2–3   | Moca     | 1–2      | 1–1      |

## Premiação
| Copa do Caribe da CONCACAF de 2023 |
| Suriname                           |
| ---------------------------------- |
| Robinhood Campeão (1.º título)     |